# Edgar Prib
Edgar Prib (russisch Эдгар Приб; * 15. Dezember 1989 in Nerjungri, Sowjetunion, heute Russland) ist ein ehemaliger deutsch-russischer Fußballspieler. Er stand zuletzt bei der SpVgg Greuther Fürth unter Vertrag.
Er war bis 2013 Stammspieler bei der SpVgg Greuther Fürth. Als Lieblingsposition des laufstarken Profis gilt das zentrale Mittelfeld, Prib spielte allerdings auch schon als linker Verteidiger und rechter Außenstürmer.

## Leben
Prib kam am 15. Dezember 1989 im jakutischen Nerjungri zur Welt und siedelte im Alter von zwei Jahren mit seinen Eltern nach Fürth um. Er besuchte das Hardenberg-Gymnasium im Fürther Süden und schloss seine Schulzeit 2009 mit dem Abitur ab.

## Karriere
Seit 1996 spielt Prib für die SpVgg Greuther Fürth. Nachdem er in der Rückrunde der Saison 2007/08 in der zweiten Mannschaft der Fürther zu zwei Einsätzen in der Bayernliga gekommen war, absolvierte er in der folgenden Saison 2008/09 32 Spiele in der viertklassigen Regionalliga Süd und erzielte fünf Tore.
Im Sommer 2009 unterzeichnete Prib einen Profivertrag. In der Hinrunde der Saison 2009/10 hatte er neun Spiele (ein Tor, fünf Vorlagen) in der 2. Bundesliga absolviert, bevor er mit einem Bänderriss am Sprunggelenk ausfiel. Nach der Verletzung spielte er in der Saison 2009/10 noch zwei Spiele, zum einen im Auswärtsspiel gegen Alemannia Aachen und zum anderen im letzten Saisonspiel gegen den Karlsruher SC; hier gab er sein Debüt als Linksverteidiger. Seit dem ersten Ligaspiel 2010/11 stand er – bis auf eine Gelb-Sperre und eine Einwechslung im Auswärtsspiel gegen Fortuna Düsseldorf – ununterbrochen in der Startelf. Hierbei spielte er auf der Linksverteidiger-Position, im linken und im zentralen offensiven Mittelfeld. Die SpVgg Greuther Fürth verpasste nur knapp den Aufstieg in die 1. Bundesliga.
In der Saison 2011/12 wieder Stammspieler, meist auf der Position des defensiven Mittelfeldspielers. Zu größerer Bekanntheit gelangte er durch einen Fehlschuss in der Zweitligapartie gegen Eintracht Frankfurt, als er zuerst den gegnerischen Torwart überlupfte, um dann den Ball gegen den Pfosten zu schießen. Kurz danach erzielte er im Achtelfinale des DFB-Pokals das entscheidende Tor gegen den damaligen Bundesligisten 1. FC Nürnberg im 254. Frankenderby. Die SpVgg erreichte in dieser Saison das Pokal-Halbfinale, das in der Verlängerung gegen den späteren Pokalsieger Borussia Dortmund verloren wurde. Außerdem stieg die SpVgg erstmals in die Bundesliga auf. Am 25. August 2012 (1. Spieltag) gab Prib sein Bundesligadebüt bei der 0:3-Niederlage im Heimspiel gegen den FC Bayern München. Sein erstes Bundesligator erzielte er am 19. Oktober 2012 (8. Spieltag) beim 3:3 im Auswärtsspiel gegen die TSG 1899 Hoffenheim mit dem Treffer zum 2:2 in der 84. Minute. Nach einer Saison in der 1. Bundesliga stieg die Mannschaft mit Prib wieder in die zweite Liga ab.
Zur Saison 2013/14 wechselte Prib zu Hannover 96. Am 16. August 2017, kurz vor Beginn der Saison 2017/18, erlitt er einen Kreuzbandriss. Einige Tage vorher war er zum Mannschaftskapitän gewählt worden. Sein Vertrag lief bis 2019. Im Februar 2018 riss er sich wieder das Kreuzband und verpasste damit die Saison 2017/18 komplett. Sein Comeback für Hannover gab er erst am 27. April 2019, dem 31. Spieltag der Saison 2018/19, beim 1:0-Heimsieg gegen den 1. FSV Mainz 05. Trotz seiner Verletzungshistorie wurde sein Vertrag bei Hannover im Juni 2019 bis 2021 verlängert. Am 1. September 2020 löste Hannover 96 seinen Vertrag, welcher eigentlich eine Laufzeit bis 2021 hatte, vorzeitig auf.
Am 2. September 2020 unterschrieb er einen Zweijahresvertrag bei Fortuna Düsseldorf.
Zur Saison 2022/23 wechselte er zum türkischen Zweitligisten Manisa FK.
Mitte September 2023 kehrte Prib zur SpVgg Greuther Fürth zurück. Dort zählt er seither zum Kader der zweiten Mannschaft in der viertklassigen Regionalliga Bayern und übernimmt darüber hinaus Aufgaben in verschiedenen Bereichen des Nachwuchsleistungszentrums. Anfang Dezember 2023 zählte er nochmals bei einem Zweitligaspiel zum Spieltagskader, wurde jedoch nicht eingewechselt.
Am 5. März 2025 gab er sein Karriereende bekannt. Er wechselte als Sportlicher Mitarbeiter in das Nachwuchsleistungszentrum der SpVgg Greuther Fürth.